# Институт экономики промышленности НАН Украины
Институт экономики промышленности (укр. Інститут економіки промисловості НАН України) — научно-образовательное учреждение, которое занимается фундаментальными и прикладными разработками в области экономики промышленности. Имеет собственную аспирантуру.

## История
Институт экономики промышленности АН УССР был создан 8 июля 1969 года на основе Донецкого отделения экономико-промышленных исследований института экономики АН УССР.
По состоянию на 1985 год, в составе института имелось десять отделов и вычислительный центр в Донецке, отдел в Запорожье, отделение в Днепропетровске и филиал в Ворошиловграде.
После провозглашения независимости Украины, в 1994 году институт получил новое наименование: Институт экономики промышленности НАН Украины.
В 1995 году директором института стал академик А. И. Амоша.
После начала боевых действий весной 2014 г. институт переехал в Киев. Преемником института на территории Донецкой народной республики является Институт экономических исследований.